# Kim Peacock
Kim Peacock (* 24. März 1901 in Watford, Hertfordshire; † 26. Dezember 1966 in Emsworth, Hampshire) war ein britischer Schauspieler, Hörspielsprecher und Drehbuchautor.

## Leben
Peacock war der Sohn des Fußballspielers Charlie Peacock, der beim Verein Watford Rovers spielte. Später wurde sein Vater Eigentümer der 1863 gegründeten lokalen Zeitung, dem Watford Observer.
Seine Karriere als Schauspieler begann 1927, möglicherweise in dem Film My Lord the Chauffeur. Im Jahre 1936 hatte er eine kleine Nebenrolle in dem berühmt gewordenen Science-Fiction-Film Was kommen wird (Regie: William Cameron Menzies), der nach einer Vorlage von H. G. Wells entstand und in dem Raymond Massey, Edward Chapman und Ralph Richardson die Hauptrollen spielten. Bei dem Film Midnight at Madame Tussaud's, der im selben Jahr unter der Regie von George Pearson produziert wurde, war er nicht nur als Darsteller, sondern auch als Drehbuchautor tätig. Zwischen 1940 und 1951 sind keine Filmauftritte von Peacock nachgewiesen. Ab 1952  trat er wieder vor die Kamera, diesmal aber fast immer bei dem neu entstandenen Medium Fernsehen. Hier war er bis 1966, dem Jahr seines Ablebens tätig gewesen. Zuletzt spielte er in einer Folge des Mehrteilers  The Three Musketeers einen Hafendirektor. Hier spielte unter Regisseur Peter Hammond u. a. Jeremy Brett, der die Rolle des D'Artagnans übernommen hatte.
Bekannter war er wohl noch als Hörspielsprecher gewesen, vor allem in der Rolle des Londoner Schriftstellers und Hobbydetektivs Paul Temple. In der seit 1938 von der BBC ausgestrahlten Reihe des englischen Autors Francis Durbridge, übernahm er 1946 die Titelrolle von Howard Marion-Crawford. Bis 1953 war er in insgesamt zehn Mehrteilern an der Seite von Marjorie Westbury zu hören.  Danach sprach bis zum Serienende Peter Coke die Rolle des Titelhelden. Inzwischen sind die noch erhaltenen Hörspiele dieser Reihe von dem Sender BBC Radio 4 Extra wiederholt worden und auch auf CD erschienen.

## Filmografie
- 1927: My Lord the Chauffeur	-		Regie: B.E. Doxat-Pratt
- 1929: Der Mann von der Insel Man (The Manxman) – Regie: Alfred Hitchcock
- 1929: The Clue of the New Pin – Regie: Arthur Maude
- 1929: The Crooked Billet – Regie: Adrian Brunel
- 1930: A Warm Corner – Regie: Victor Saville
- 1935: The Mad Hatters – Regie: Ivar Campbell
- 1935: Expert's Opinion – Regie: Ivar Campbell
- 1936: Was kommen wird (Things to Come) – Regie: William Cameron Menzies
- 1936: Grand Finale – Regie: Ivar Campbell
- 1936: Midnight at Madame Tussaud's (auch Drehbuchautor) – Regie: George Pearson
- 1937: Captain's Orders – Regie: Ivar Campbell
- 1938: Alerte en Méditerranée – Regie: Léo Joannon
- 1939: Hell’s Cargo – Regie: Harold Huth
- 1952: BBC Sunday-Night Theatre – Folge: A Hundred Years Old (Fernsehen)
- 1953: Flannelfoot – Regie: Maclean Rogers
- 1965: The Wednesday Play – Folge: The End of Arthur's Marriage (Fernsehen) – Regie: Ken Loach
- 1965: The Wednesday Play – Folge: 3 Clear Sundays (Fernsehen) – Regie: Ken Loach
- 1966: The Three Musketeers – Folge 5: Scandal (Fernsehen) – Regie: Peter Hammond

## Hörspiele als Paul Temple
- 1946: Paul Temple and the Gregory Affair
- 1947: Paul Temple and Steve
- 1947: Mr. and Mrs. Paul Temple
- 1947: Paul Temple and the Sullivan Mystery
- 1948: Paul Temple and the Curzon Case
- 1949: Paul Temple and the Madison Mystery
- 1949: The Night of the Twenty Seventh (Weihnachtsfolge)
- 1950: Paul Temple and the Vandyke Affair
- 1951: Paul Temple and the Jonathan Mystery
- 1953: Paul Temple and Steve again